# Рождённый убивать (фильм, 1947)
«Рождённый убивать» (англ. Born to Kill) — фильм нуар режиссёра Роберта Уайза, вышедший на экраны в 1947 году.
Фильм рассказывает историю привлекательного молодого мужчины (Лоуренс Тирни) с патологической тягой к убийству каждого, кто встаёт поперёк его пути, и холодной расчётливой женщины (Клер Тревор), которая настолько им очарована, что полностью утрачивает моральные ориентиры и сама становится на преступный путь.
Как отмечает кинокритик Брайан Кэйди, «цензоры, которые утверждали фильм по нормам голливудского Производственного кодекса… назвали его „типом истории, которую не следует делать, потому что это история грубой похоти, шокирующей жестокости и безжалостности“. Студия „РКО“ вырезала часть моментов насилия из фильма, но ничто не могло изменить его тональность, где главные персонажи абсолютно бессердечны».

## Сюжет
В городке Рино, штат Невада, Хелен Брент (Клер Тревор) после завершения бракоразводного процесса возвращается в пансион, в котором проживала во время процесса. Там её встречают хозяйка пансиона, любительница выпить миссис Крафт (Эстер Ховард) и её соседка, молодая девушка Лори Палмер (Изабел Джуэлл), которая развлекает миссис Крафт байками о своих отношениях с мужчинами. Она, в частности, сообщает, что совсем недавно познакомилась с красивым, атлетически сложенным и мужественным парнем Сэмом Уайлдом (Лоуренс Тирни), с которым встречается, чтобы обострить чувства к себе со стороны своего постоянного кавалера Дэнни (Тони Барретт). Расплачиваясь за проживание, Хелен объявляет, что закончила свои дела в Рино и завтра утренним поездом возвращается в Сан-Франциско.
Вечером Хелен идёт в соседнее казино, где замечает Сэма, выигрывающего в кости несколько туров подряд. Там же появляется и Лори в обнимку с Дэнни, что вызывает у Сэма резкую перемену настроения, он бросает игру и уходит. Некоторое время спустя Дэнни подвозит Лори домой, и она приглашает его зайти выпить по стаканчику. Дэнни идёт на кухню за льдом, где в темноте его поджидает Сэм, требующий от того немедленно убраться из дома. Дэнни пытается мирно договориться, однако когда это не удаётся, достаёт нож. Сэм выбивает у него нож, а затем подвернувшейся кочергой несколько раз бьёт Дэнни по голове, в результате тот мгновенно умирает. На шум прибегает Лори, которую Сэм убивает точно таким же образом. В этот момент Хелен по дороге домой натыкается на собачку Лори и решает отвезти её к хозяйке. Зайдя в дом, Хелен видит два трупа, но не замечает Сэма, который только что незаметно выскочил на улицу и скрылся. Хелен сначала хочет позвонить в полицию, однако затем меняет своё решение, звонит на вокзал и меняет билеты на ближайший вечерний поезд.
Тем временем Сэм возвращается в свой обшарпанный номер, где его ожидает старый приятель Марти Уотерман (Элиша Кук-младший), которому Сэм рассказывает о том, что произошло. Марти знает о приступах неконтролируемой агрессии, которые случаются у Сэма, но в последнее время, по его словам, они стали слишком частными. Марти говорит Сэму, чтобы тот немедленно садился на поезд и уезжал, а он побудет в Рино ещё несколько дней и проследит, чтобы не осталось никаких следов. На вокзале в ожидании поезда Сэм встречает Хелен, они садятся вместе в вагон-ресторан и проводят время в разговорах вплоть до прибытия в Сан-Франциско. Поскольку Хелен больше всего ненавидит тип мужчин, которых она называет «овощами», на неё сильное впечатление производят уверенность в себе и брутальность Сэма. Сэм в свою очередь пытается завязать с Хелен отношения, замечая, что они «родственные души».
В Сан-Франциско Хелен живёт в богатом доме своей сводной сестры Джорджии Стейплс (Одри Лонг), которая унаследовала от отца финансовую империю и самую популярную городскую газету. Вскоре, когда Сэм неожиданно появляется на пороге их дома, Хелен знакомит его со своей сестрой, а также с богатым сыном стального магната Фрэдом Гровером (Филлип Терри), которого она представляет как своего жениха. Услышав это, Сэм заметно меняется в лице и собирается уходить, однако компания уговаривает его пойти вместе в ресторан. Пока Хелен и Джорджия прихорашиваются перед выходом из дома, они натыкаются в газете на информацию об убийстве в Рино двух человек. Хелен рассказывает сестре, что первой видела их трупы, однако не стала заявлять в полицию, чтобы избежать неприятностей.
Оставшись наедине во время обеда в ресторане, Сэм упрекает Хелен в том, что она не любит Фреда и выходит за него замуж из-за денег, на что она честно отвечает, что ей надоело играть роль «бедной родственницы Джорджии». После этого Сэм переключает своё внимание на Джорджию, и приглашает её танцевать. После нескольких танцев и разговора Сэму удаётся завоевать симпатию Джорджии. Вернувшись в гостиницу, он звонит Марти и сообщает, что вскоре женится на богатой наследнице, и приглашает Марти поскорее перебираться в Сан-Франциско. Тем временем, в Рино миссис Крафт, которая очень любила Лору, решает во что бы то ни стало найти её убийц. Она нанимает частного детектива Альберта Арнетта (Уолтер Слезак), которому быстро удаётся выйти на Марти. Вслед за Марти Арнетт приезжает в Сан-Франциско.
Вскоре происходит свадьба Сэма и Джорджии. Во время церемонии Хелен демонстрирует Сэму своё очевидное недовольство происходящим, а затем наедине говорит, что любит добродетельную Джорджию и не допустит, чтобы Сэм со своим характером разрушил её судьбу. Выслушав Хелен, Сэм берёт её в свои объятия и страстно целует. Узнав, что на празднование в дом под видом мойщика посуды проник нанятый миссис Крафт детектив Арнетт, Хелен выгоняет его, но даёт ему понять, что Марти приходил к Сэму.
Несколько дней спустя между Фредом и Хелен возникают трения из-за того, что Хелен пригласила Марти переселиться в их дом. В этот момент Сэм и Джорджия преждевременно возвращаются домой из свадебного путешествия, где между ними произошла размолвка из-за того, что Сэм потребовал назначить его руководителем газеты. Джорджия отказалась, заявив, что он не справится с работой из-за недостатка опыта. Она порекомендовала ему пройти сначала стажировку, прежде чем занять руководящую должность.
Тем же вечером Сэм находит Хелен в одиночестве на кухне, и, снова назвав её «родственной душой», страстно целует её. Сэм признаёт, что Джорджия для него ничего не значит. Однако Хелен говорит, что очень ценит отношения с Фредом, который даст её то, что она жаждет более всего — спокойствие и деньги. А без Фреда она боится той себя, которой может стать. Хелен говорит, что Сэм для неё сила, возбуждение, порок, которые её крайне привлекают. Затем Сэм в подробностях рассказывает её об убийстве в Рино, что ещё больше возбуждает их обоих. Хелен понимает, что убийцей является Сэм.
Приехавший Марти наедине убеждает Сэма прекратить связь с Хелен, так как брак в Джорджией даёт ему всё, что нужно, однако Сэм резко одёргивает его, говоря, чтобы тот не лез в его дела. Тем временем Хелен звонит Арнетту и договаривается с ним о встрече, не подозревая, что часть разговора по другой линии слышит Сэм, делая вывод, что Хелен копает под него, что он ненавидит больше всего. На встрече с детективом Хелен понимает, что Арнетт уже близко подобрался к Сэму, после чего предлагает ему 5 тысяч долларов за молчание. Детектив готов на сделку, однако требует 15 тысяч. Когда Хелен возвращается домой, на неё в присутствии Марти набрасывается ревнивый Сэм, но она успокаивает его, говоря, что Арнетт ведёт расследование убийства в Рино, но его интересуют только деньги, и потому с ним можно справиться.
Марти узнаёт, что детектив ведёт расследование убийства по заказу миссис Крафт, которая ради этого приехала в Сан-Франциско. Чувствуя, что над ними нависает опасность, Марти решает убить миссис Крафт, он назначает ей встречу поздно вечером в пустынном месте, где обещает ей предоставить важные улики, касающиеся убийства Лори. Вечером Марти заходит в комнату Хелен, где пытается её отговорить от продолжения отношений с Сэмом, так как, зная его характер, он предполагает, что это может закончиться катастрофическими последствиями для всех. Однако Хелен категорически отказывается последовать его совету. Сэм видит, как Марти выходит из комнаты Хелен, подозревая, что тот начинает плести интриги за его спиной. Марти заходит к Сэму и сообщает ему, что направляется на встречу с миссис Крафт. Миссис Крафт приезжает ночью на пустырь для встречи с Марти. Он отводит её в пустынное место на песчаной гряде и достаёт нож, чтобы убить её. Однако миссис Крафт неожиданно бьёт его головой в живот и убегает, Марти догоняет её, однако в этот момент из темноты появляется Сэм, который валит с ног и убивает Марти. Миссис Крафт удаётся убежать.
На следующее утро в дом приходит полиция, расследующая дело об убийстве Марти. Когда детектив спрашивает Сэма, где он находился прошлым вечером, Хелен отвечает, что играла с ним весь вечер в карты, обеспечивая Сэму алиби. Оставшись с Сэмом наедине, Хелен говорит, что уладит всё с миссис Крафт, и просит его успокоиться и наладить отношения с Джорджией. Хелен приезжает к миссис Крафт и, угрожая ей убийством, требует, чтобы она прекратила расследование. Назвав Хелен самой холодной женщиной, которую она когда-либо встречала, миссис Крафт в итоге соглашается прекратить своё расследование.
Дома Хелен имеет неприятный разговор с Фредом, который заявляет, что разрывает с ней помолвку, так как видит, что она любит другого человека и абсолютно охладела к нему. Поняв, что зашла слишком далеко, Хелен пытается уговорить Фреда остаться, однако он не соглашается. Хелен понимает, что, потеряв Фреда, она теряет материальное благополучие и общественное положение, на которое так рассчитывала. После этого Хелен решает сдать Сэма, который разрушил её счастье, и звонит Арнетту, сообщая, что отказывается заплатить ему 15 тысяч долларов за молчание и даёт понять, что не боится того, что он сообщит обо всём в полицию.
Затем Хелен идёт к Джорджии и умоляет её немедленно бросить Сэма, утверждая, что он опасный человек. Она рассказывает сестре, что именно Сэм убил двух человек в Рино, а затем и Марти. Кроме того, Хелен говорит, что Сэм не любит Джорджию и изменяет с ней. Когда Джорджия отказывается в это поверить, Хелен просит её сесть так, чтобы её не было видно. Затем она приглашает в комнату Сэма, страстно с ним целуется и предлагает бежать вдвоём, на что Сэм с готовностью соглашается. Возмущённая Джорджия вскакивает с кресла, однако в этот момент в доме появляется вызванная Арнеттом полиция. Сэм понимает, что Хелен его подставила, достает револьвер и бросается за ней в погоню. Хелен убегает наверх и запирается в своей комнате, однако Сэм выстрелами через дверь тяжело ранит её. Подоспевшая полиция убивает Сэма наповал.
На следующее утро Арнетт читает в газетах о трагедии в доме и о гибели Хелен, философски замечая «что легко получаешь, легко и теряешь».

## В ролях
- Клер Тревор — Хелен Брент
- Лоуренс Тирни — Сэм Уайлд
- Уолтер Слезак — Альберт Арнетт
- Одри Лонг — Джорджия Стейплс
- Элиша Кук-младший — Марти Уотерман
- Филлип Терри — Фред Гровер
- Изабел Джуэлл — Лори Палмер
- Эстер Ховард — миссис Крафт
- Гарри Харви — адвокат по разводам (в титрах не указан)
- Томми Нунан — коридорный (в титрах не указан)

## Создатели фильма и исполнители главных ролей
По информации кинокритика Брайана Кейди, фильм основан на книге «Убийственней, чем мужчина», первом романе Джеймса Эдварда Ганна, «который он написал в качестве учебного задания по литературе. Он продолжил свой успех в качестве сценариста комедии ужасов „Леди из бурлеска“ (1943) и драмы „Молодые филадельфийцы“» (1959), нуаров «Неверная» (1947) и «Афера на Тринидаде» (1952), а также мелодрамы «Всё, чего я желаю» (1953).
Режиссёр Роберт Уайз «пришёл в жанр нуар, имея опыт работы с фильмами ужасов в команде Вэла Льютона и на экспрессионистских фильмах Орсона Уэллса, так что он оказался правильным орудием для работы, когда дело дошло до фильма нуар». К числу лучших жанровых картин Уайза относятся фильм ужасов по Р. Л. Стивенсону «Похититель тел» (1945), спортивный нуар «Подстава» (1949), фантастическая драма «День, когда остановилась Земля» (1951), нуар «Ставки на завтра» (1959) и фильм ужасов «Призрак дома на холме» (1963). Наибольшего признания Уайз добился в конце 1950-х и 1960-е годы, как режиссёр он был дважды удостоен Оскаров за музыкальные фильмы «Вестсайдская история» (1961) и «Звуки музыки» (1965), и ещё дважды он был номинирован на Оскары за драму «Я хочу жить!» (1958) и военную драму «Канонерка» (1966).
Как пишет Кэйди, «задолго до того, как он сыграл в фильме Квентина Тарантино „Бешеные псы“ (1992) и в популярном ситкоме „Сайнфелд“ (1991), Лоуренс Тирни был самым жестоким и отвратительным человеком фильма нуар; но нигде он не был столь жесток и отвратителен, как в „Рождённом убивать“ (1947). Исполнение Тирни заглавной роли в „Диллинджере“ (1945) сделало его во второй половине 1940-х годов главным кандидатом на роли, где требовалась неконтролируемая жестокость. С грубым голосом и бульдожьими чертами лица он был естественен в передаче тёмных сторон нуара». По информации Адама Брагмана, гангстер из Лос-Анджелеса Микки Коэн однажды сказал о Лоуренсе Тирни: «Многие из этих парней актёров, как и тот парень, что сыграл Диллинджера, Лоренс Тирни, начали думать, что они и есть Диллинджер. Я считаю, что когда актёрам дают изобразить какую-то роль, и они изображают её из года в год, они начинают играть её по-настоящему». «Возможно, заключает Брегман, это причина того, почему Тирни настолько убедителен в роли мерзкого преступника в „Рождённом убивать“».
Кэйди далее указывает, что «после „Рождённого убивать“ Лоуренс Тирни продемонстрировал, что не всё показанное его персонажами насилие было просто актёрской игрой. В 1948 году его посадили в тюрьму на три месяца за то, что он сломал человеку челюсть в пьяной драке». После этого, продолжает Кэйди, «Тирни чаще, чем в фильмах, появлялся в судах по обвинениям в применении насилия, в большинстве случаев, в состоянии сильного опьянения. Его карьера быстро опустилась к небольшим ролям, но он продолжал держаться на голливудской орбите, и получал работу, когда требовался здоровый парень с рычащим голосом. После появления в „Бешеных псах“ Тарантино Тирни стал культовой фигурой, и постоянно получал работу вплоть до своей смерти в 2002 году».
Клер Тревор, по мнению Кэйди, «более всего знаменита исполнением роли Даллас в фильме Джона Форда „Дилижанс“ (1939), но в 1940-50-е годы она стала специализироваться на крутых дамочках в таких фильмах нуар, как „Убийство, моя милочка“ (1944) и „Грязная сделка“ (1948). Однако именно в паре с Тирни в „Рождённом убивать“ ей удаётся достичь новых глубин безнравственности». Успехи Клер Тревор в жанре фильм нуар были подтверждены номинацией на Оскар за роль второго плана в фильме «Тупик» (1937), Оскаром за роль второго плана в фильме «Риф Ларго» (1948), а также номинацией на Оскар за роль в экшн-триллере «Великий и могучий» (1954).

## Оценка критики
Фильм получил неоднозначные, в основном, отрицательные отзывы критики, главным образом по причине того, что он сделал слишком сильный крен в направлении демонстрации глубины человеческой порочности, редкий для кино своего времени. Сразу после выхода фильма на экраны кинокритик Босли Краузер в «Нью-Йорк Таймс» назвал его «вызывающей криминальной мелодрамой студии „РКО“, которая не только морально отвратительна, но и несёт угрозу нормальному человеческому сознанию». Краузер считает, что фильм является «ясной иллюстрацией того, почему кино иногда низко ценится людьми, которые задумываются о его влиянии на людей,… он также является наглядным примером того, почему кино иногда сводит критиков с ума», подытоживая своё мнение словами: «Конечно, разборчивых людей этот фильм вряд ли привлечёт. Но именно потому, что он создан угождать самым низменным вкусам, он и заслуживает осуждения».
Журнал «TimeOut» написал, что это «один из фильмов категории В, которые Уайз поставил до начала взлёта в своей карьере, это неувлекательный нуаровый триллер о психопатическом сыне трущоб, который женится на богатстве, и о его отношениях на стороне с женщиной, которую возбуждает опасный образ жизни». Критик Роберт Вестон также отметил, что «это был первый и самый отталкивающий из нуаров, поставленных Робертом Уайзом… Как и предполагает название, „Рождённый убивать“ — это фильм о самых ужасных уголках человеческого состояния, том ужасном месте, где секс, моральное разложение, порочность и насилие берутся за руки и водят свой мрачный хоровод». Деннис Шварц назвал картину «отталкивающим фильмом нуар категории B, сделанным до того, как режиссёр Роберт Уайз стал известен благодаря постановке более классных фильмов», отметив, что «это гнетущая байка, но в извращённом смысле было забавно смотреть на такое ужасающее собрание неадекватных людей… Проблема этого фильма в том, что эта мелодрама вряд ли имеет какой-либо смысл». Адам Брегман оценил картину как «средний фильм категории В с порой отличным действием и захватывающим окончанием». «Classic Film Guide» назвала фильм "мрачной нуаровой криминальной драмой выше среднего уровня с Лоуренс Тирни с заглавной роли, физическая привлекательность и удачливость которого делают его желаемым объектом для женщин, которых не удовлетворяют мужчины-«овощи». Крис Дэшил написал так: «„Рождённый убивать“ — это без сомнения самый нуаровый из фильмов нуар».
Кроутер характеризует фильм следующим образом: «Во-первых, история злая, это дешёвый и противный, отталкивающий рассказ о безжалостном убийце, который восхищает эгоистичную разведённую женщину. И хотя такая грязная таблоидная небылица не так уж нова на экране, в данном конкретном случае она несёт заметное негативное качество. Более того, вся атмосфера и подробности морального разложения показаны настолько благосклонно, что создаётся впечатление, что целью продюсеров было включить всё что только можно на грани ограничений Производственного кодекса». «TimeOut» отмечает: «Ни один его кадр не убедителен в достаточной мере, но он последовательно увлекателен в своём безжалостном акценте на жестокости, деградации и лицемерии — а сцена, в которой зловещее описание двух трупов порождает приступы похоти у Тирни и Тревор, является своего рода классикой». «Тема извращённого женоненавистничества также получает несколько интересных свежих аспектов».
Характеризуя фильм, критик Фернандо Ф. Кроче написал: «Обычно покорный Роберт Уайз использует свой хамелеонский хороший вкус в полном объёме, создавая вызывающую джазовую мизантропию в этой отвратительной мелодраме… Уайз купается в аморальности жанра, кухонная драка озвучивается несущимися из радио звуками биг-бэнда, пьяненькая матрона переживает ужас в ночной схватке в дюнах, а последнее слово остаётся за весёлым продажным детективом Уолтера Слезака». Шварц отмечает, что фильм «показывает некоторых из самых отвратительных людей, которых только можно себе представить, поскольку они совершают бессмысленные убийства, действуют приводящими в недоумение сексуальными путями и избирают алчность лейтмотивом своей жизни». Крис Дэшилл называет сюжет «неестественным и запутанным», который «страдает от слишком большого числа случайных стечений обстоятельств», а также от надуманности и схематичности композиции". Тем не менее, он всё равно увлекает по причине своих совершенно неисправимых главных действующих лиц".
Значительное внимание критиков было обращено на рассмотрение личности Сэма Уайлда в исполнении Лоуренса Тирни и Хелен Трент в исполнении Клер Тревор. По словам Шварца, «Уайлд — это психопатический сын трущоб, бывший боксёр и работник ранчо, ничтожная личность с необузданным темпераментом,… а Хелен Трент играет в игры с этим опасным персонажем ради острых ощущений». Брегман отмечает, что Тирни «провёл значительную часть жизни то садясь, то выходя из тюрьмы. В роли Сэма Уайлда, Тирни на редкость опасен, он готов разорвать любого по любой причине, и в „Рождённом убивать“ он оставляет ощутимое число трупов». Брегман считает, что «Сэм — это чистое воплощение насилия, у которого абсолютно нет никакой власти над своими убийственными наклонностями, а Хелен Трент (Клэр Тревор) — плохая девочка, но у неё есть кое-какое сознание, что позволяет ей по сути смотреть на Сэма с высока, хотя она и влюблена в него».
Дэшил описывает Тирни как «рычащего красавца с антиобщественными порывами — он опасен, потому что его преступления нельзя объяснить расчётом или личной выгодой. Ярость заставляет его совершать глупые, саморазрушительные поступки, которые несут опустошение, где бы он не оказался. Можно только удивляться тому, что он может кому-то понравиться. Но именно это и есть основная тема фильма — Хелен привлекает именно то, что вызывает отвращение у нормального человека. Это действительно её история, и Тревор никогда не выглядела более возбуждённой или напряжённой, чем здесь». Кроутер указывает, что «Лоуренс Тирни в роли наглого, порочного убийцы, целью которого, по его словам, является „устроить всё так, чтобы я мог плюнуть в глаз любому“, получает вопиющее право на демонстрацию этой мерзости. А Клэр Тревор в роли похотливой дамы получает разрешение вести себя, особенно, в некоторых сценах с Тирни, с поразительной бестактностью и безвкусием. Их поведение ничего не доказывает, кроме простой морали, что убийство не приносит выгоды. Тем временем публика должна полтора часа смотреть на нарочитую порочность». Шварц пишет, что игра «Тирни и Тревор привела их к получению огромного наслаждения от жестокости по отношению к другим и от разнузданной похоти по отношению друг к другу. Я думаю, мы должны быть благодарны хотя бы за то, что Тирни не убил и собачку Лори, когда приступил к своим жестоким убийствам».
Высокой оценки удостоилась игра актёров второго плана. Брегман считает что «Элиша Кук великолепен в роли мелкого преступника и дружка Сэма, у которого есть что-то вроде совести». Дэшил отмечает, что Кук играет «безумно верного друга и подручного Сэма, который всякий раз пытается утихомирить психопата прежде чем тот кого-нибудь убьёт. Но если Сэм что-либо решил, Марти, как под гипнозом, поддерживает его в этом». «TimeOut» пишет, что «Слезак играет толстого философствующего (и продажного) частного сыщика, а Элиша Кук — обычного падшего парня с собственными пороками, и большим количеством неожиданно „грязной“ речи для своего времени». Шварц пишет, что «Слезак не мог быть подлее, в то время, как Элиша Кук совсем немного отстал в своём исполнении преданного подручного, который по какой-то необъяснимой причине может даже убить ради дружбы». По словам Шварца, «Эстер Ховард добавила свой вариант женоненавистничества в компот, сыграв сумасбродку, которая проявляет некоторую проницательность, когда плюёт в Тревор».